# 蓮見重治
蓮見 重治（はすみ しげはる、1896年（明治29年）12月2日 - 1988年（昭和63年）1月26日）は、日本の法律家、法学者。弁護士、元仙台高等裁判所判事、元東北学院大学教授。

## 略歴
1896年（明治29年）12月2日に栃木県那須郡境村に生まれる。1924年（大正13年）に法政大学専門部法律科を卒業する。
1925年（大正14年）に52号試験に合格し、翌年弁護士を開業する。1930年（昭和5年）に、裁判官に転進し、台湾総督府法院判官に任官する。
仙台高裁判事を最後に退官し、退官後は東北学院大学法学部教授（専門は刑法）に就任する。
1988年（昭和63年）1月26日、老衰により死去、91歳。

## 人物
1970年（昭和45年）に勲二等瑞宝章を受章する。